# 杨骏
楊駿（3世紀—291年），字文長，弘农华阴（今陕西省华阴市），太尉楊震幼子杨奉的后裔，东莱太守、蓩亭侯杨众的孙子。晉武帝武悼皇后楊芷之父。

## 生平
杨骏生年不详，年少時就以家族背景擔任高陸令，並驍騎、鎮軍二府的司馬。在成為國丈後，又以皇后父親的身分超居重位，自鎮軍將軍高升車騎將軍，另封臨晋侯，由是以在朝堂上樹立起權勢。楊駿為人器量狹隘，大臣嘗奏請晉武帝不可將社稷重任交付楊駿，武帝不聽。晉朝自太康年以後，由於天下無事，晉武帝不復留心萬機，開始耽於酒色，相當寵信后黨，凡事都有楊駿在身邊教唆。而楊駿及弟楊珧、楊濟更由此權傾天下，時人有“三楊”之號。
後來晉武帝病勢甚沉，此時晉初功臣都早已凋零殆盡，百官眼見武帝病危，而朝廷又沒有頒布顧命大臣的人選，不由得感到惶惑，計無所從。當時楊駿權傾一時，常根據自己喜好，罷免不服從於他的官員，改以手下親信任職，慢慢建立自己的黨派。武帝偶然間病中起視，見楊駿如此胡來，不由得勃然大怒，正色說道:「朝政哪輪得到你做主！」乃下詔中書，以汝南王司馬亮為主，輔佐王室，並擬選其他人來當顧命副手；楊駿見狀，懼怕失勢，便以官威施壓，從中書省借出輔政詔書，看後不歸還，當時的中書監華廙由是以大懼，親自向楊駿索取詔書，但楊駿始終藉故拖延。等晉武帝病在彌留時，楊駿便委由皇后，要求晉武帝讓他單獨輔政，武帝氣出無奈，惟點頭默許，楊駿與楊皇后遂招來中書監華暠、中書令何劭，口宣帝旨作遺詔，讓楊駿單獨輔政。詔成後華廙、何劭二人拿給晉武帝看，晉武帝視而無言，復陷入昏睡，期間偶有醒來，曾私問左右汝南王司馬亮來了沒，左右都是楊駿親信，皆推諉不應，武帝無奈，撐不過兩日便即駕崩，楊駿自此遂以顧命大臣的姿態開始獨攬朝綱，命人驅逐司馬亮至外鎮赴任，司馬亮知道楊駿跋扈，不敢與其爭鋒，只得哀扣宮門後大哭離去。之後，武帝國喪結束，梓宮即將出殯時，六部官員都依禮送行，唯獨楊駿高坐大殿，命虎賁衛士百餘人帶甲拱衛御前；又在國喪未滿一年便宣布改元，藐視人主已極。
其後晉惠帝即位，以楊駿爲太傅、大都督，總攝百官。為了防止有人在皇帝身邊說自己壞話，楊駿將皇帝的侍從都換成了自己的親信，在他輔政時期，凡有詔令，晉惠帝都得交於楊太后審核，確認沒有違背楊駿的意思後才能下發執行。
楊駿知皇后賈南風難以控制，為防賈南風礙其擅權，便任命自己的親信掌管宮廷禁軍，此舉引起晉室諸王的忌憚及某些大臣的不滿。楊駿的二位弟弟楊珧、楊濟素有才望，兩人都對兄長的做法不以為然，親身勸其收斂以避禍患，甚至拜託石崇開口，但楊駿始終固執不納，遂連兄弟之間都出現不愉快。
楊駿攬權後，知自己平日素無美望，怕得不到眾臣支持，乃依魏明帝即位故事，大開封賞，打算用爵位拉攏衆人。但由於其人剛愎自用，於是衆人依舊對其不滿，左軍將軍傅祗更直言挖苦:「哪有皇帝駕崩，群臣以此加官晉爵的？」楊駿不予理睬。石崇看不下去，復開口相勸：「現在您濫加的爵賞，比當初伐吳的開國元勳們受到的爵祿還豐厚，比重已然失衡，如果照這速度頒賞，用不了幾年，每個阿貓阿狗都能當上公侯了。」楊駿仍置之不理；馮翊太守孫楚，平日裡與楊駿親厚，也規勸楊駿應該與晉室諸王敦睦，而非獨攬大權，導致彼此猜疑，但沒有效果。楊駿的姑姪弘訓少府蒯欽，亦以晚輩的身分數次苦諫楊駿，乃至於後面言詞激烈，幾到了以下犯上的程度，連楊珧、楊濟都忍不住為蒯欽捏把冷汗，然而楊駿卻執迷不悟，後來蒯欽對兩位伯父說道:「大伯雖然愚魯，但最起碼還知道不能亂殺無罪之人，我這樣跟他大吵，他最多打發我到外鎮。我駐外看似是禍，其實是遠離了是非，省得將來楊家滅族，連累我一門老小！」
殿中中郎孟觀、李肇，平素不被楊駿待見，兩人暗自切齒，便為賈南風通風報信，誣陷楊駿陰謀政變。賈南風一方面忌妒楊駿獨攬政權，一方面又想除掉楊太后，便派自己的心腹黃門董猛，秘密與汝南王司馬亮、楚王司馬瑋、淮南王司马允聯絡，要他們帶兵進京，討伐楊駿。司马亮认为杨骏会自取灭亡，没有响应。楚王司馬瑋貪權，立刻上表朝廷，要求從荊州帶兵進駐洛陽。楊駿素來忌憚擁握重兵的楚王司馬瑋，早想將其拐入京城軟禁，卸其兵權，便也對此事不加阻止。司马玮、司马允入朝。結果，賈后有了司馬瑋的支持，便在291年3月，設計讓晉惠帝下詔書，宣稱楊駿謀反，洛陽全城戒嚴，要楚王領軍保衛皇宮，圍攻楊駿府第。司马允的国相刘颂也带兵参与。此時人在一旁的段广急忙跪谏：“杨骏受恩于先帝，竭心辅政不說，他又没有儿子，岂有造反的道理？愿陛下明察！”然晋惠帝痴愚，不能答，軍隊遂發。
楊駿官邸是故魏曹爽舊居，在武庫南，聽聞楚王軍隊要來抓自己，急召眾官商議。主簿朱振上言道：「朝廷今番如此大動，一定是有閹豎小人爲賈后設謀，要不利於太傅。我們現在應該趁對方軍隊尚未抵達前，先放火燒雲龍門示威，同時派人索拿肇事者，然後打開萬春門，引東宮及外營兵入內；到時太傅您簇擁皇太子當招牌，以清君側的名號闖入內庭鋤奸，殿內震懼，賈后等人必可一舉斬送。不然我們這邊就危險了。」楊駿怯懦不決，囁嚅良久後，乃曰：「當年魏明帝耗資巨大，好不容易才造此雄偉建築，怎麼能說燒就燒呢！」侍中傅祗大急，力請楊駿與姨表弟武茂俱入雲龍門觀察事勢，然楊駿害怕兵鋒，不能決，傅祗知道事情完了，便謂群僚「宮中不宜空」，起揖離去，於是眾人皆各逃生命。
沒多久，司馬瑋的軍隊便從宮內來到楊駿府邸縱火燒屋，同時派弓兵自高處放箭，射殺楊駿府中家兵。楊駿躲避箭雨，逃到馬廄，被闖入的亂兵用戟擊殺，外甥中护军张邵、散骑常侍段广、河南尹李斌、女婿裴瓒等也都被乱兵杀死。皇太后杨芷因内外消息隔绝，写了悬赏救杨骏的信射箭到城外，被贾后得知，賈后便以晉惠帝名義下詔書，以与杨骏同谋为由，廢除楊芷的皇太后位置，貶為平民，囚禁在洛陽郊外的金墉城（292年，楊太后因沒有食物8天後餓死），並誅滅楊駿三族。杨骏姨表弟武茂等也被诬为杨骏同党被杀，株連而死的共有數千人，至此，楊駿政治勢力被完全消滅，直到東晉永甯年間，朝廷才為楊家平反，下詔:「舅氏失道，宗族隕墜，渭陽之思，孔懷感傷。其以蓩亭侯楊超爲奉朝請、騎都尉，以慰《蓼莪》之思焉。」

## 延伸阅读
[在维基数据编辑]
 《晉書/卷040》，出自房玄齡《晉書》